# El Jadida
El Jadida (em árabe: الجديدة; romaniz.: al-Djadīda ["a nova"]; em tifinague: ⵎⴰⵣⵉⵗⴻⵏ; romaniz.: Maziɣen) é uma cidade situada na costa atlântica de Marrocos, a 100 km a sudoeste de Casablanca, 135 km a nordeste de Safim e 200 km a norte de Marraquexe. É uma cidade industrial e portuária, além de estância balnear, frequentada sobretudo por marroquinos. Administrativamente constitui o município de El Jadida com uma área de 28 km² e 194 934 habitantes em 2014. Faz parte da província homónima e da região de Casablanca-Settat.

## História

### Ocupação portuguesa
Os portugueses ocuparam El Jadida em 1502 a qual chamaram de Mazagão. Aqui construiram um forte que com o tempo tornou-se um centro de comércio. Aqui paravam os navios para se abastecerem nas rotas entre a Europa e o Oriente. Em 1769 o Sultão Sidi Mohammed expulsou os Portugueses, que a fizeram explodir quando sairam. Mazagão foi a última possessão de Portugal em Marrocos.

#### A Mazagão brasileira
Quando foi abandonada e arrasada pelos portugueses em 1769, o então primeiro-ministro Marquês de Pombal decidiu transferir os seus habitantes para a Amazônia, no Brasil, fundando a cidade de Nova Mazagão, no território do atual estado do Amapá.

### Ocupação francesa
Durante o período colonial francês era conhecida como Mazagan.

## Patrimônio histórico
A cidade é conhecida principalmente pela grande cidadela portuguesa — conhecida localmente como a Cité Portugaise, - a maior do seu género no Norte de África, talvez à exceção das fortificações de Ceuta, que está classificada pela UNESCO como Património Mundial desde 2004 e que foi eleita como uma das sete maravilhas de origem portuguesa no mundo em 2009.

### Muralhas
As muralhas tinham originalmente cinco bastiões, mas apenas quatro foram reconstruidos depois de os Portugueses terem destruido a cidade quando se retiraram em 1769. O caminho na muralha leva ao Bastion de L´Ange, que tem uma vista panorâmica sobre a cidade Antiga. O Bastion de St. Sébastien foi tribunal da Inquisição e prisão.

### Medina
A rua principal leva à Porta do Mar, que dá acesso ao caminho da muralha. Esta porta ligava a cidade ao mar. A meio da rua principal fica a entrada para a Citerne Portugaise. A mellah tem um ar deserto visto que a Comunidade Judaica emigrou para Israel nos anos 50.

### Cisterna portuguesa
Inicialmente era um depósito de armas construido no estilo manuelino, foi convertido em cisterna depois de a cidade ter sido ampliada em 1541. Era abastecida de água fresca para que a cidade nunca ficasse sem água na eventualidade de um cerco prolongado. Foi redescoberta por acaso em 1916 quando um comerciante derrobou uma parede para aumentar a sua loja. Foi utilizada nas filmagens do filme Otelo de Orson Wells em 1952.

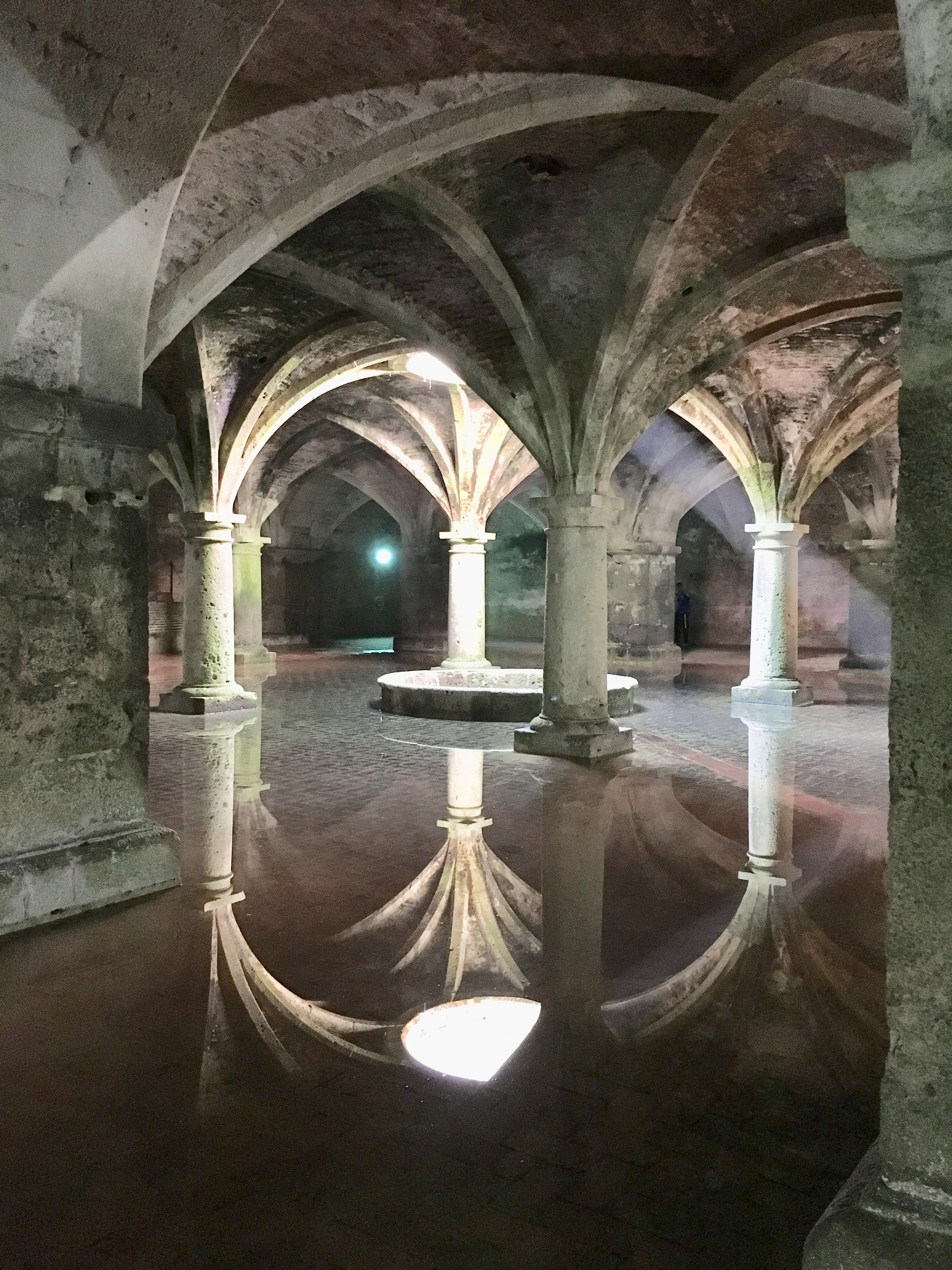
A Cisterna Portuguesa
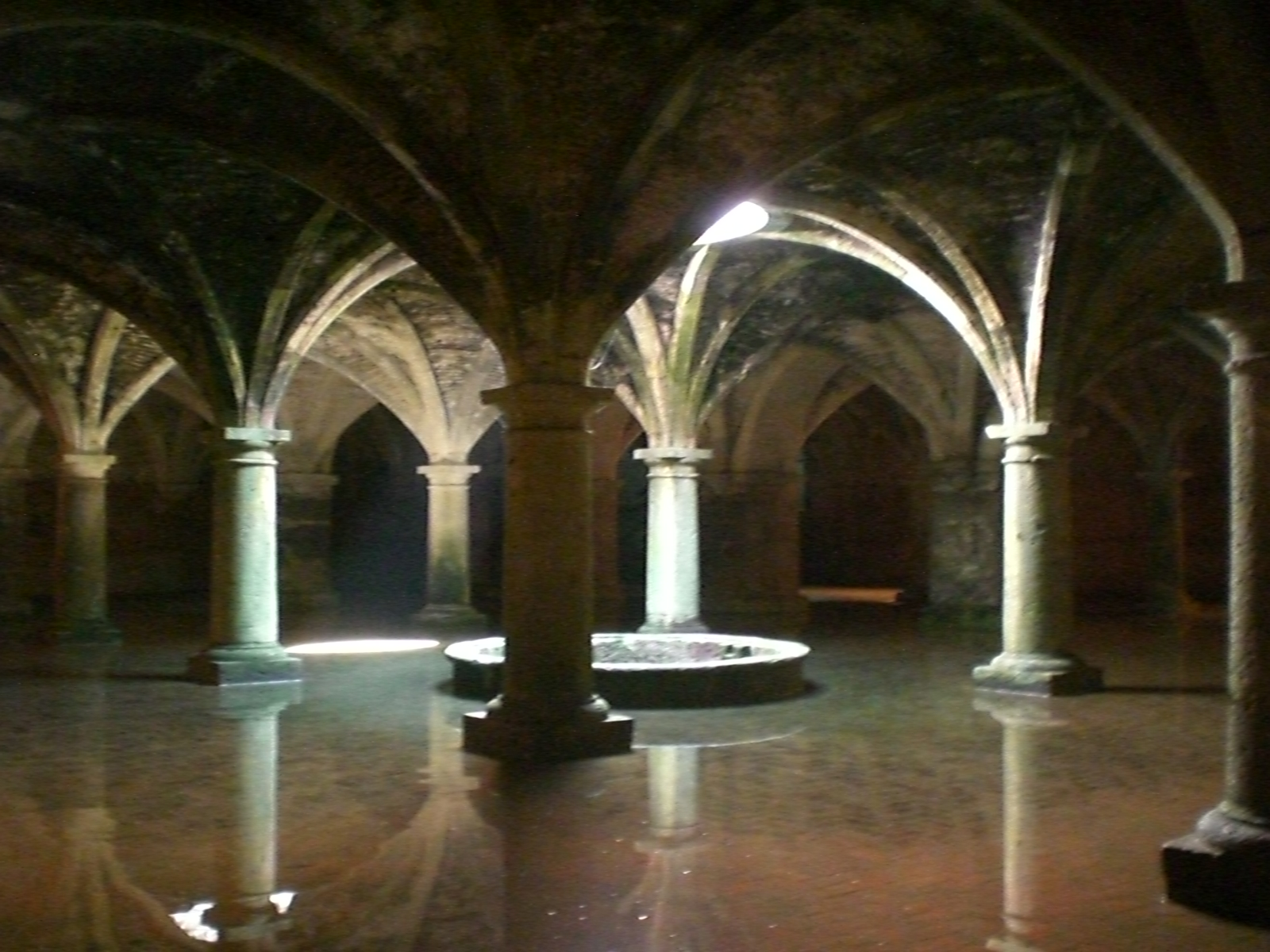
A cisterna Portuguesa
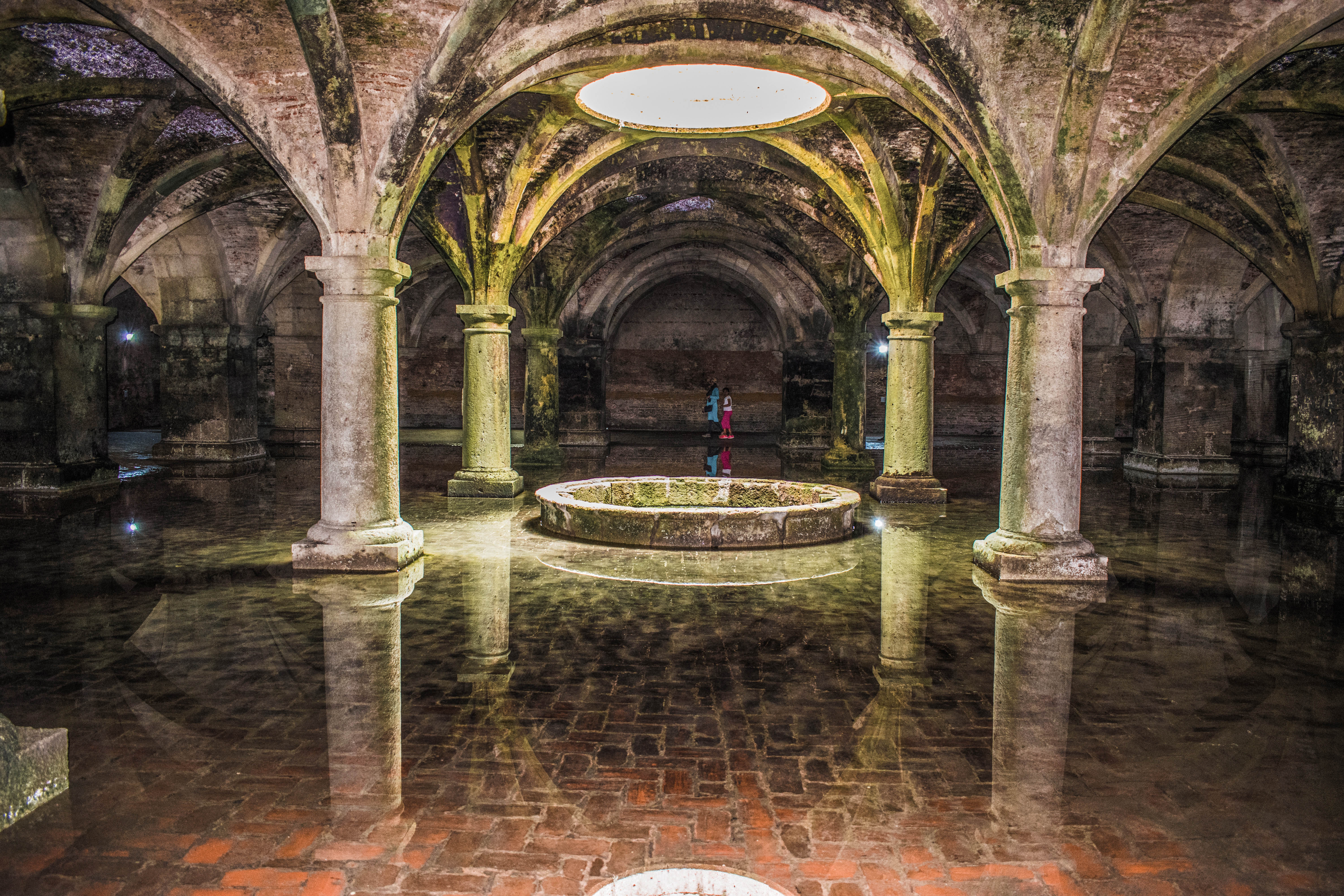
A cisterna Portuguesa